# Philodendron sulcatum
Philodendron sulcatum är en kallaväxtart som beskrevs av Kurt Krause. Philodendron sulcatum ingår i släktet Philodendron och familjen kallaväxter. Inga underarter finns listade.